# Sansa Stark

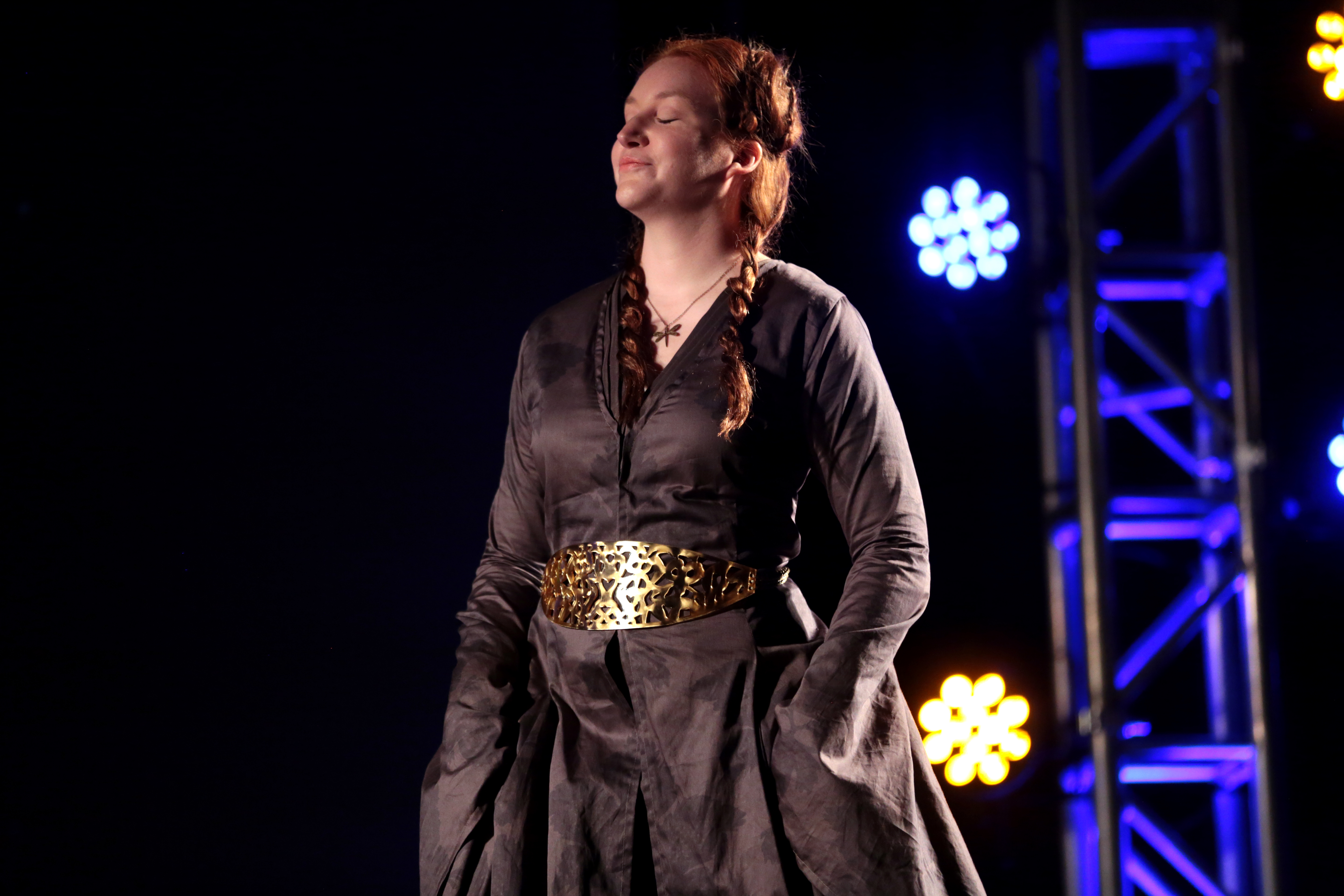
En cosplayer klädd som Sansa Stark.

Sansa Stark är en fiktiv figur skapad av den amerikanska författaren George R.R. Martin. Hon är en framstående karaktär i Martins prisbelönta serie Sagan om is och eld. 
Sansa introducerades i Kampen om järntronen (1996) och är äldre dotter och andra barn till Lord Eddard Stark och hans maka Lady Catelyn Stark. Hon dök sedan upp i följande tre romaner: Kungarnas krig (1998), Svärdets makt (2000) och Kråkornas fest (2005). Medan frånvaron från den femte romanen Drakarnas dans, eftersom böckerna skiljs geografiskt, bekräftas Sansa att återvända i den kommande nästa boken i serien, The Winds of Winter.
I HBO:s anpassning av serien, Game of Thrones, framställs Sansa av skådespelerskan Sophie Turner. Karaktären har fått uppskattning från kritiker, inklusive beröm som den fjärde största karaktären i serien av Rolling Stone.

## TV-anpassning
När hennes berättelse har utvecklats, har Sansa fått kritiskt beröm för utvecklingen av hennes karaktär och hennes uppkomst från en naiv ung flicka till en stark ung kvinna. Rolling Stone rankade Sansa som nr 4 på en lista över "Topp 40 Game of Thrones-karaktärer" och säger att Sansa "ofta förbises till förmån av sin mördande yngre syster", men att hennes "tysta, medfödda politiska klokhet och känslomässiga styrka har gjort det möjligt för henne att överleva" och kallade henne "seriens bäst bevarade hemlighet".
Sansa fick särskild uppmärksamhet under säsongen 6 av serien, under vilken hon började sin strävan att återta sitt familj hem och avkräva hämnd på dem som orättade henne. I en intervju med The New York Times sa skådespelerskan Sophie Turner att "hon [Sansa] inte längre är en bricka i någons spel; hon är inte längre en fånge...hon är den som tar ansvaret och gör sin egen sak, vilket är väldigt spännande."